# جدعون روز
جدعون روز (بالإنجليزية: Gideon Rose)‏ هو صحفي أمريكي، ولد في 1964.